# Grand Prix de Denain 2023
Il Grand Prix de Denain 2023, sessantaquattresima edizione della corsa e valevole come tredicesima prova dell'UCI ProSeries 2023 categoria 1.Pro e come seconda prova della Coppa di Francia, si svolse il 16 marzo 2023 per un percorso di 194,7 km, con partenza e arrivo da Denain, in Francia. La vittoria fu appannaggio del colombiano Juan Sebastián Molano, il quale completò il percorso in 4h37'54", alla media di 42,037 km/h, precedendo l'olandese Tim van Dijke ed il belga Timo Kielich.
Sul traguardo di Denain 87 ciclisti, su 129 partiti dalla medesiam località, portarono a termine la competizione.

## Squadre e corridori partecipanti
| N.    | Cod. | Squadra                  |
| ----- | ---- | ------------------------ |
| 1-7   | COF  | Cofidis                  |
| 11-17 | ACT  | AG2R Citroën Team        |
| 21-27 | ADC  | Alpecin-Deceuninck       |
| 31-37 | GFC  | Groupama-FDJ             |
| 41-47 | ICW  | Intermarché-Circus-Wanty |
| 51-57 | TJV  | Jumbo-Visma              |
| 61-67 | ARK  | Team Arkéa-Samsic        |
| 71-75 | TFS  | Trek-Segafredo           |
| 81-87 | UAD  | UAE Team Emirates        |
| 91-97 | BWB  | Bingoal WB               |

| N.      | Cod. | Squadra                          |
| ------- | ---- | -------------------------------- |
| 101-107 | HPM  | Human Powered Health             |
| 111-117 | LTD  | Lotto Dstny                      |
| 121-127 | Q36  | Q36.5 Pro Cycling Team           |
| 131-137 | COR  | Team Corratec                    |
| 141-147 | TFB  | Team Flanders-Baloise            |
| 151-157 | TEN  | TotalEnergies                    |
| 161-167 | UCN  | CIC U Nantes Atlantique          |
| 171-177 | GRL  | Go Sport-Roubaix Lille Métropole |
| 181-187 | AUB  | St Michel-Mavic-Auber93          |

## Ordine d'arrivo (Top 10)
| Pos. | Corridore          | Squadra       | Tempo    |
| ---- | ------------------ | ------------- | -------- |
| 1    | Juan S. Molano     | UAE           | 4h37'54" |
| 2    | Tim van Dijke      | Jumbo         | s.t.     |
| 3    | Timo Kielich       | Alpecin       | s.t.     |
| 4    | E. Boasson Hagen   | TotalEnergies | s.t.     |
| 5    | Mikkel Bjerg       | UAE           | a 5"     |
| 6    | Samuel Watson      | Groupama      | a 9"     |
| 7    | Milan Menten       | Lotto         | a 12"    |
| 8    | Taco van der Hoorn | Intermarché   | a 14"    |
| 9    | Thomas Gachignard  | St Michel     | a 17"    |
| 10   | Paul Lapeira       | AG2R          | s.t.     |